# The Last Sharknado: It's About Time
The Last Sharknado: It's About Time is een Amerikaanse rampenfilm/actiekomedie/sciencefictionfilm uit 2018 van The Asylum en Syfy Films. Deze televisiefilm is het zesde en laatste deel in de Sharknado-filmreeks. De film werd op 19 augustus 2018 op Syfy uitgezonden en werd geregisseerd door Anthony C. Ferrante. Ian Ziering, Tara Reid en Cassie Scerbo hernemen hun rollen uit de vorige films. In deze laatste film hernemen ook een aantal hoofdacteurs uit de vorige Sharknado-films hun personage in een gastrol.

## Verhaal
Nu de aarde volledig verwoest is door een wereldwijde sharknado reist Fin Shepard terug in de tijd in een poging om te voorkomen dat er ooit sharknado's ontstaan. Het tijdreizen loopt echter niet van een leien dakje waardoor hij het naast sharknado's ook moet opnemen tegen nazi's, dinosaurussen en ridders.

## Rolverdeling

### Hoofdrollen
| Acteur            | Personage             |
| ----------------- | --------------------- |
| Ian Ziering       | Finley 'Fin' Shepherd |
| Tara Reid         | April Wexler          |
| Cassie Scerbo     | Nova Clarke           |
| Judah Friedlander | Bryan                 |
| Vivica A. Fox     | Skye                  |

### Gastrollen
| Acteur          | Personage       |
| --------------- | --------------- |
| Chuck Hittinger | Matt Shepard    |
| Ryan Newman     | Claudia Shepard |
| Gary Busey      | Wilford Wexler  |
| Bo Derek        | May Wexler      |
| Mark McGrath    | Martin Brody    |
| Masiela Lusha   | Gemini          |
| John Heard      | George          |